# Saint-Sorlin-de-Conac
Pour les articles homonymes, voir Saint-Sorlin (homonymie).
Saint-Sorlin-de-Conac est une commune du sud-ouest de la France située dans le département de la Charente-Maritime (région Nouvelle-Aquitaine). Ses habitants sont appelés les Saint-Sorlinois et les Saint-Sorlinoises.

## Géographie
La commune de Saint-Sorlin-de-Conac se situe dans le sud-ouest du département de la Charente-Maritime, en région Nouvelle-Aquitaine, dans l'ancienne province de Saintonge. Appartenant au Midi de la France — on parle plus précisément de « Midi atlantique », au cœur de l'arc atlantique, elle peut être rattachée à deux grands ensembles géographiques, le Grand Ouest français et le Grand Sud-Ouest français.
Saint-Sorlin-de-Conac est une des étapes d'un sentier de grande randonnée balisé, le GR 360.

### Communes limitrophes
| Saint-Christoly-Médoc (Gironde, par un quadripoint) | Saint-Thomas-de-Conac             |                          |
| Saint-Yzans-de-Médoc (Gironde)                      | Saint-Sorlin-de-Conac             | Saint-Georges-des-Agoûts |
|                                                     | Saint-Ciers-sur-Gironde (Gironde) | Saint-Bonnet-sur-Gironde |

Les communes de Saint-Christoly-Médoc et Saint-Yzans-de-Médoc sont sur la rive gauche de l'estuaire de la Gironde.

## Urbanisme

### Typologie
Au 1er janvier 2024, Saint-Sorlin-de-Conac est catégorisée commune rurale à habitat dispersé, selon la nouvelle grille communale de densité à 7 niveaux définie par l'Insee en 2022.
Elle est située hors unité urbaine et hors attraction des villes,.
La commune, bordée par l'estuaire de la Gironde, est également une commune littorale au sens de la loi du 3 janvier 1986, dite loi littoral. Des dispositions spécifiques d’urbanisme s’y appliquent dès lors afin de préserver les espaces naturels, les sites, les paysages et l’équilibre écologique du littoral, tel le principe d'inconstructibilité, en dehors des espaces urbanisés, sur la bande littorale des 100 mètres, ou plus si le plan local d’urbanisme le prévoit.

### Occupation des sols
L'occupation des sols de la commune, telle qu'elle ressort de la base de données européenne d’occupation biophysique des sols Corine Land Cover (CLC), est marquée par l'importance des territoires agricoles (52,5 % en 2018), en diminution par rapport à 1990 (53,7 %). La répartition détaillée en 2018 est la suivante : 
eaux maritimes (39,7 %), terres arables (29,9 %), prairies (13,3 %), cultures permanentes (6,7 %), zones humides côtières (3,9 %), forêts (2,7 %), zones agricoles hétérogènes (2,6 %), eaux continentales (1,3 %). L'évolution de l’occupation des sols de la commune et de ses infrastructures peut être observée sur les différentes représentations cartographiques du territoire : la carte de Cassini (XVIIIe siècle), la carte d'état-major (1820-1866) et les cartes ou photos aériennes de l'IGN pour la période actuelle (1950 à aujourd'hui).

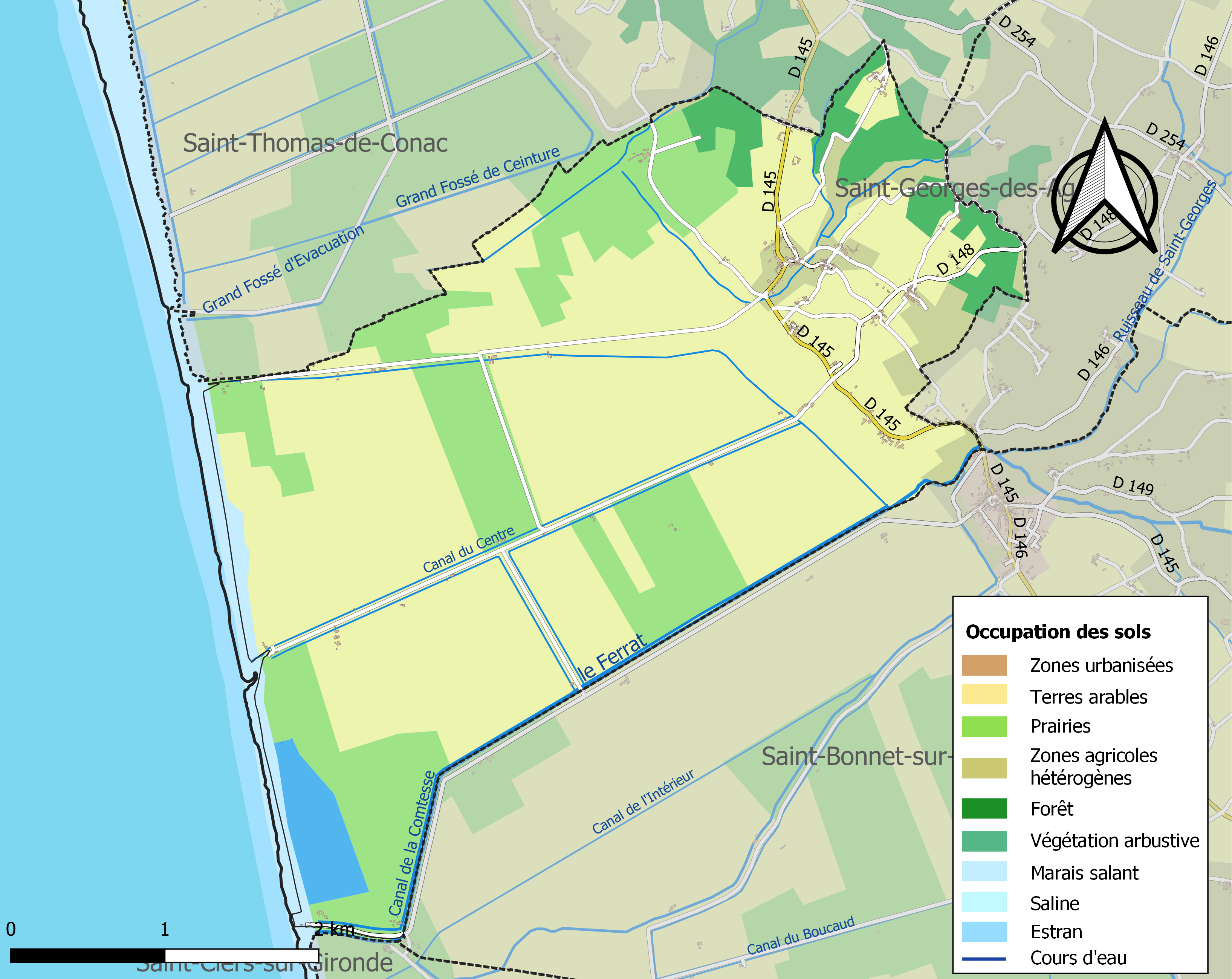
Carte des infrastructures et de l'occupation des sols de la commune en 2018 (CLC).

### Risques majeurs
Le territoire de la commune de Saint-Sorlin-de-Conac est vulnérable à différents aléas naturels : météorologiques (tempête, orage, neige, grand froid, canicule ou sécheresse), inondations, mouvements de terrains et séisme (sismicité faible). Il est également exposé à deux risques technologiques, le transport de matières dangereuses et le risque nucléaire. Un site publié par le BRGM permet d'évaluer simplement et rapidement les risques d'un bien localisé soit par son adresse soit par le numéro de sa parcelle.

#### Risques naturels
Certaines parties du territoire communal sont susceptibles d’être affectées par le risque d’inondation par débordement de cours d'eau, notamment le Ferrat. La commune a été reconnue en état de catastrophe naturelle au titre des dommages causés par les inondations et coulées de boue survenues en 1982, 1983, 1999 et 2010,.

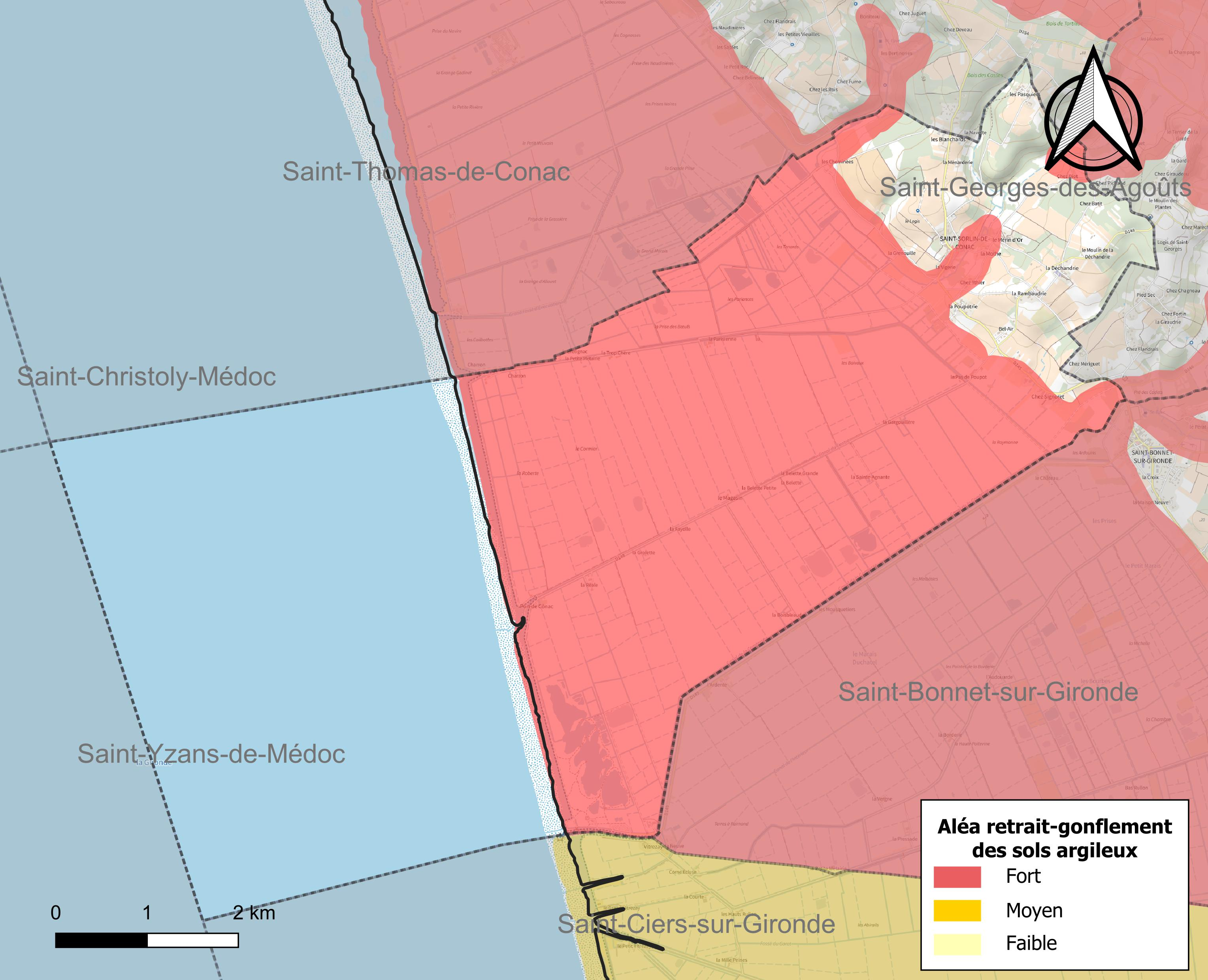
Carte des zones d'aléa retrait-gonflement des sols argileux de Saint-Sorlin-de-Conac.

Les mouvements de terrains susceptibles de se produire sur la commune sont des tassements différentiels.
Le retrait-gonflement des sols argileux est susceptible d'engendrer des dommages importants aux bâtiments en cas d’alternance de périodes de sécheresse et de pluie. 48 % de la superficie communale est en aléa moyen ou fort (54,2 % au niveau départemental et 48,5 % au niveau national). Sur les 155 bâtiments dénombrés sur la commune en 2019, 74 sont en aléa moyen ou fort, soit 48 %, à comparer aux 57 % au niveau départemental et 54 % au niveau national. Une cartographie de l'exposition du territoire national au retrait gonflement des sols argileux est disponible sur le site du BRGM,.
Par ailleurs, afin de mieux appréhender le risque d’affaissement de terrain, l'inventaire national des cavités souterraines permet de localiser celles situées sur la commune.
Concernant les mouvements de terrains, la commune a été reconnue en état de catastrophe naturelle au titre des dommages causés par la sécheresse en 1989, 1992, 2003 et 2005 et par des mouvements de terrain en 1983, 1999 et 2010.

#### Risques technologiques
Le risque de transport de matières dangereuses sur la commune est lié à sa traversée par une ou des infrastructures routières ou ferroviaires importantes ou la présence d'une canalisation de transport d'hydrocarbures. Un accident se produisant sur de telles infrastructures est susceptible d’avoir des effets graves sur les biens, les personnes ou l'environnement, selon la nature du matériau transporté. Des dispositions d’urbanisme peuvent être préconisées en conséquence.
La commune étant située totalement dans le périmètre du plan particulier d'intervention (PPI) de 20 km autour de la centrale nucléaire du Blayais, elle est exposée au risque nucléaire. En cas d'accident nucléaire, une alerte est donnée par différents médias (sirène, sms, radio, véhicules). Dès l'alerte, les personnes habitant dans le périmètre de 2 km se mettent à l'abri. Les personnes habitant dans le périmètre de 20 km peuvent être amenées, sur ordre du préfet, à évacuer et ingérer des comprimés d’iode stable,,.

## Toponymie
Le nom de la commune provient d'une variante régionale du nom de Saturnin de Toulouse, à qui la paroisse avait été dédiée. La seconde partie du toponyme fait référence au comté de Cosnac, auquel elle a appartenu.
Sous l'Ancien Régime, la paroisse était désignée sous le nom de Saint-Saturnin-de-Cosnac.

## Administration

### Liste des maires
| Période                                  | Période  | Identité           | Étiquette | Qualité                       |
| ---------------------------------------- | -------- | ------------------ | --------- | ----------------------------- |
| avant 1951                               | ?        | Roger Moreau       | SFIO      | Viticulteur exploitant        |
|                                          |          |                    |           |                               |
| 2001                                     | 2020     | Véronique Piasecki | DVD       | Professeure                   |
| 2020                                     | En cours | Cyril Penaud       |           | Cadre de la fonction publique |
| Les données manquantes sont à compléter. |          |                    |           |                               |

### Région
À la suite de la mise en application de la réforme administrative de 2014 ramenant le nombre de régions de France métropolitaine de 22 à 13, la commune appartient depuis le 1er janvier 2016 à la région Nouvelle-Aquitaine, dont la capitale est Bordeaux. De 1972 au 31 décembre 2015, elle a appartenu à la région Poitou-Charentes, dont le chef-lieu était Poitiers.

## Démographie
L'évolution du nombre d'habitants est connue à travers les recensements de la population effectués dans la commune depuis 1793. Pour les communes de moins de 10 000 habitants, une enquête de recensement portant sur toute la population est réalisée tous les cinq ans, les populations de référence des années intermédiaires étant quant à elles estimées par interpolation ou extrapolation. Pour la commune, le premier recensement exhaustif entrant dans le cadre du nouveau dispositif a été réalisé en 2007.

En 2022, la commune comptait 205 habitants, en évolution de +2,5 % par rapport à 2016 (Charente-Maritime : +4,04 %, France hors Mayotte : +2,11 %).
| 1793 | 1800 | 1806 | 1821 | 1831 | 1836 | 1841 | 1846 | 1851 |
| ---- | ---- | ---- | ---- | ---- | ---- | ---- | ---- | ---- |
| 555  | 496  | 482  | 518  | 556  | 500  | 474  | 498  | 454  |

| 1856 | 1861 | 1866 | 1872 | 1876 | 1881 | 1886 | 1891 | 1896 |
| ---- | ---- | ---- | ---- | ---- | ---- | ---- | ---- | ---- |
| 471  | 443  | 489  | 489  | 445  | 396  | 460  | 447  | 465  |

| 1901 | 1906 | 1911 | 1921 | 1926 | 1931 | 1936 | 1946 | 1954 |
| ---- | ---- | ---- | ---- | ---- | ---- | ---- | ---- | ---- |
| 469  | 450  | 463  | 450  | 419  | 425  | 401  | 399  | 399  |

| 1962 | 1968 | 1975 | 1982 | 1990 | 1999 | 2006 | 2007 | 2012 |
| ---- | ---- | ---- | ---- | ---- | ---- | ---- | ---- | ---- |
| 354  | 305  | 231  | 224  | 212  | 201  | 199  | 199  | 205  |

| 2017 | 2022 | - | - | - | - | - | - | - |
| ---- | ---- | - | - | - | - | - | - | - |
| 198  | 205  | - | - | - | - | - | - | - |

## Lieux et monuments

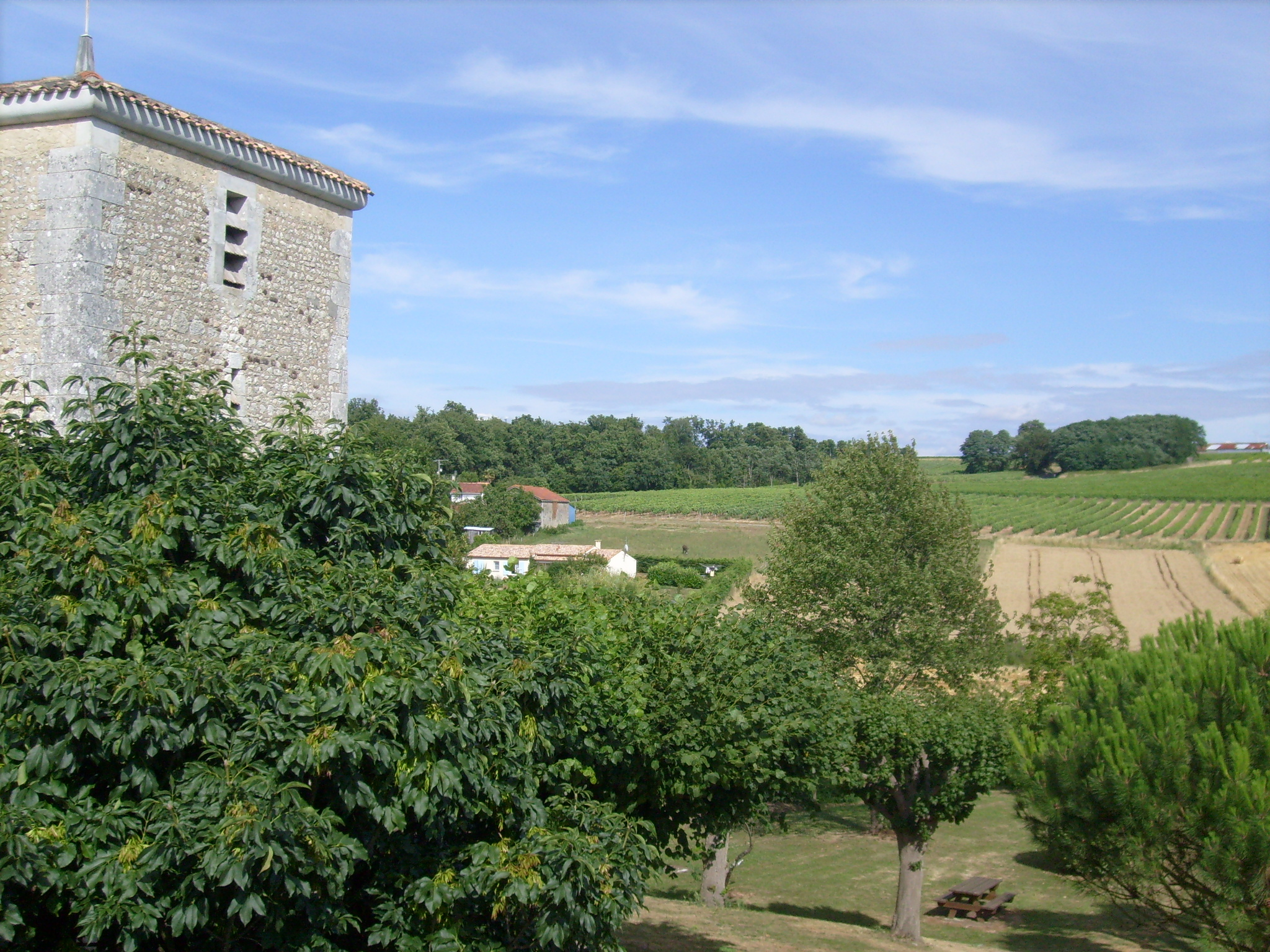
Panorama depuis le centre-bourg.
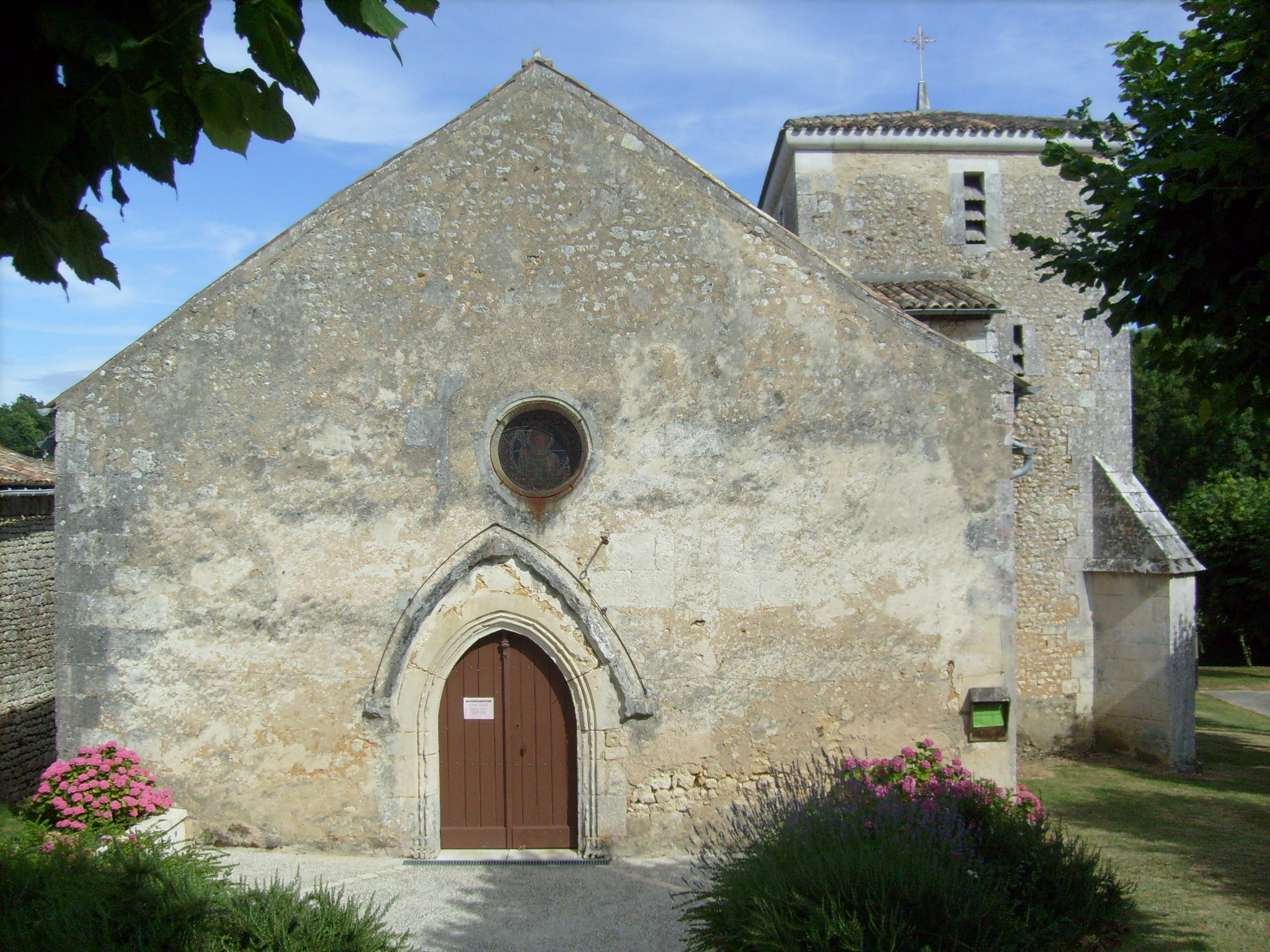
L'église Saint-Saturnin.
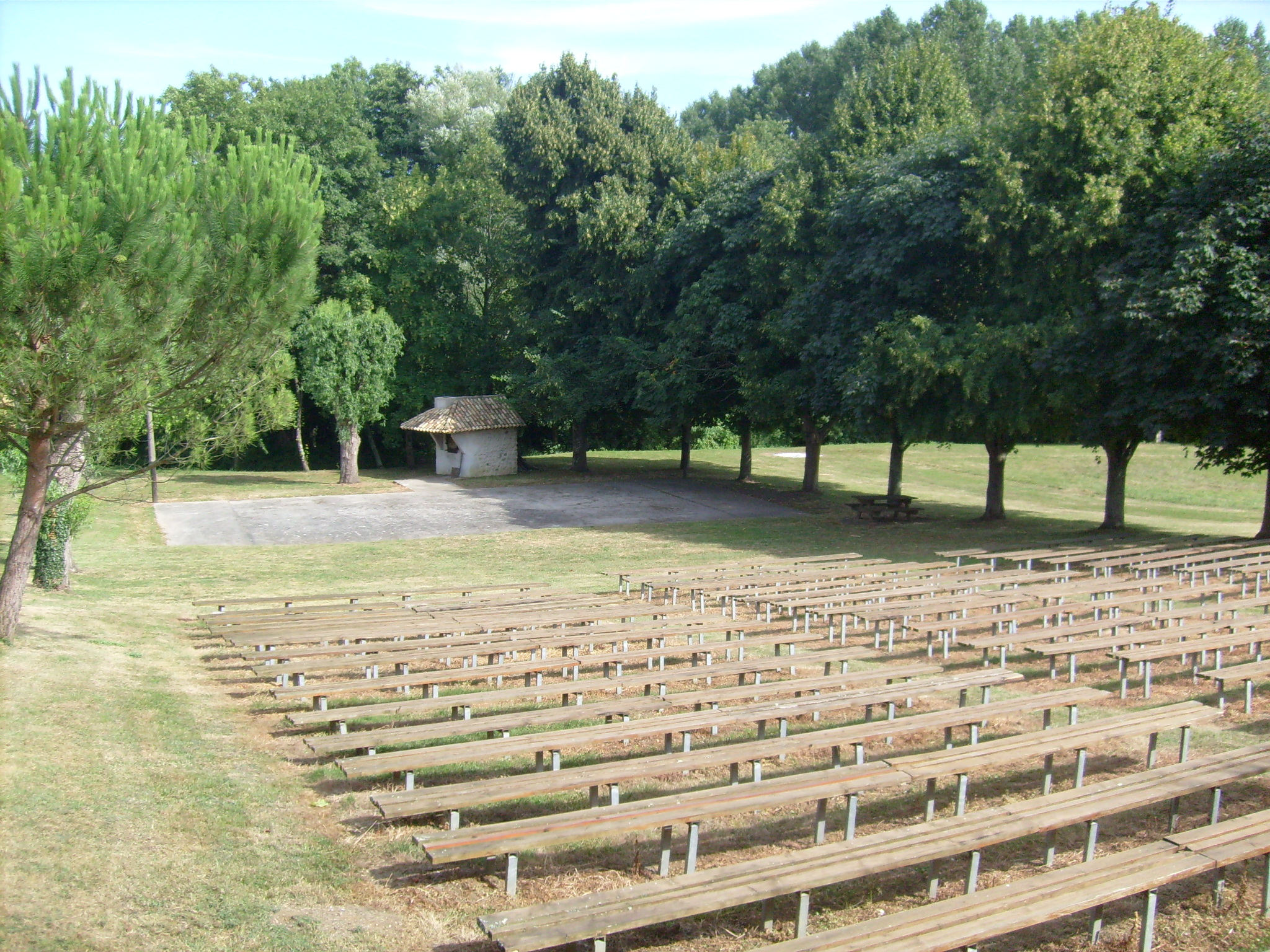
Le théâtre en plein-air.
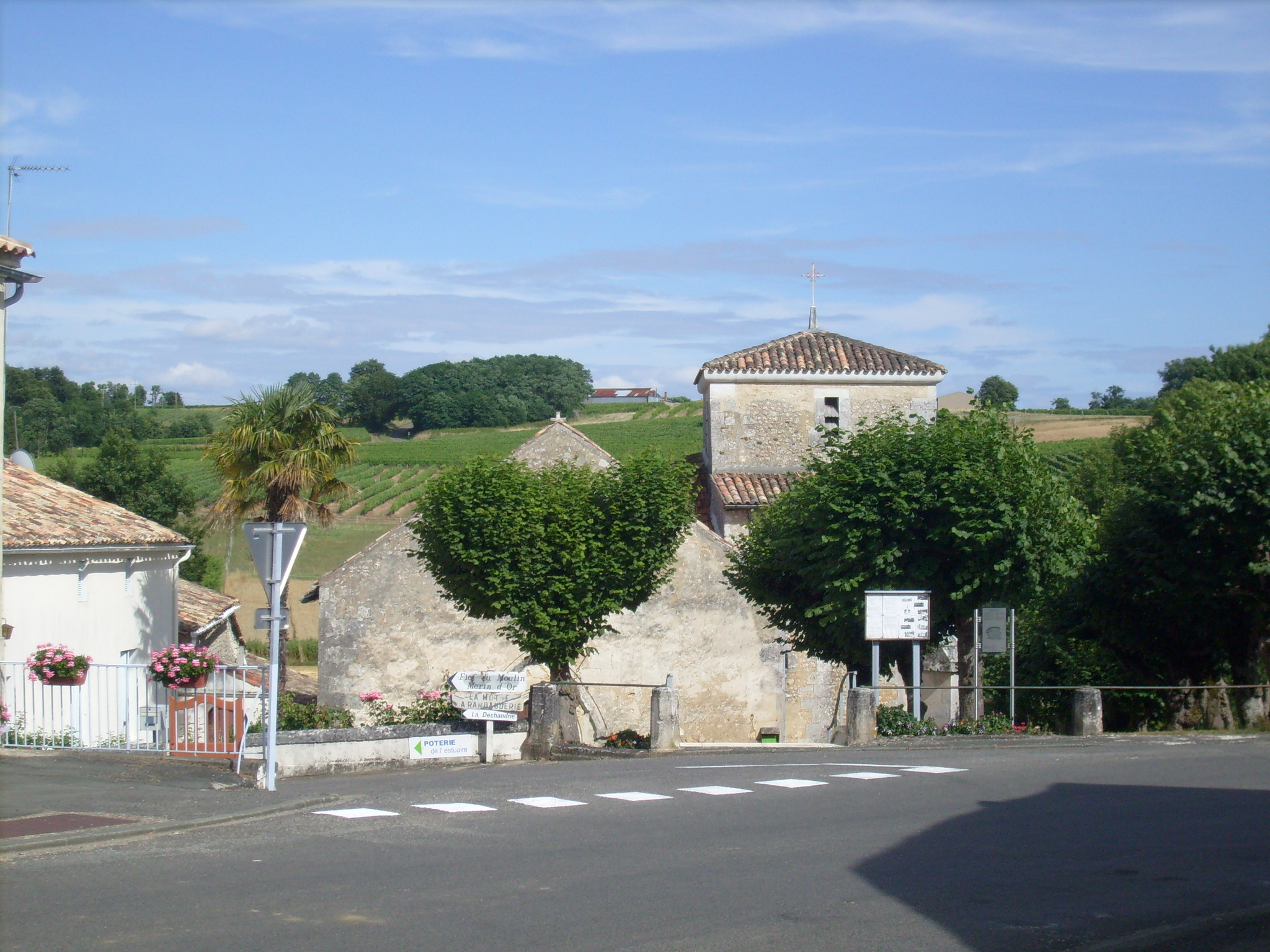
Le centre-bourg.